# Puerto Ayacucho
 (avril 2019).
Si vous disposez d'ouvrages ou d'articles de référence ou si vous connaissez des sites web de qualité traitant du thème abordé ici, merci de compléter l'article en donnant les références utiles à sa vérifiabilité et en les liant à la section « Notes et références ».
Pour les articles homonymes, voir Ayacucho (homonymie).
Puerto Ayacucho est une ville du Venezuela, capitale de l'État d'Amazonas, chef-lieu de la municipalité d'Atures et capitale des deux paroisses civiles qui la constituent, Fernando Girón Tovar et Luis Alberto Gómez.
La ville est située sur les rives de l'Orénoque, en face du village colombien de Casuarito, à 550 km au sud de Caracas. Sa population, estimée à quelque 83 500 habitants en 2009, en fait la première ville de l'État.

## Histoire
Puerto Ayacucho a été fondée le 9 décembre 1924 par l'ingénieur-géologue Santiago Aguerreverre.
L'armée y est aussi basée, ainsi que la marine. Les forces nationales font des campagnes de basse intensité contre les incursions et les trafiquants de drogue venant de la Colombie toute proche.

## Population
Pour la plupart, les habitants sont des métis de souches indigène et espagnole. Quelques peuplades indigènes habitent aussi dans les environs, notamment les Baris et les Guajibos.

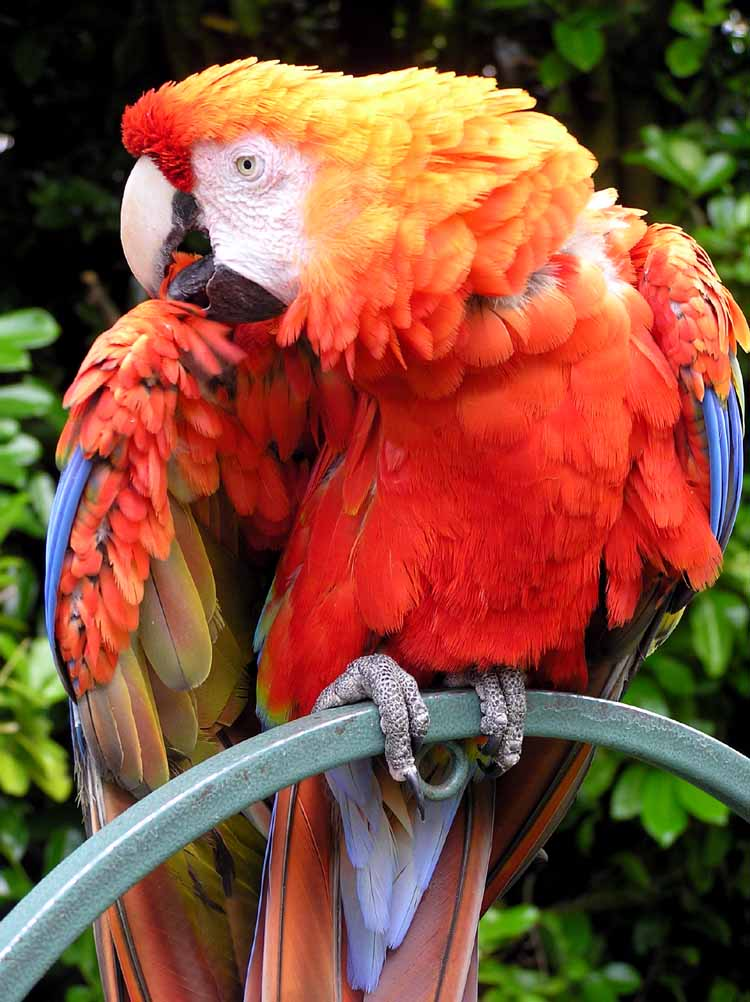
Ara nombreux dans les environs de Puerto Ayacucho

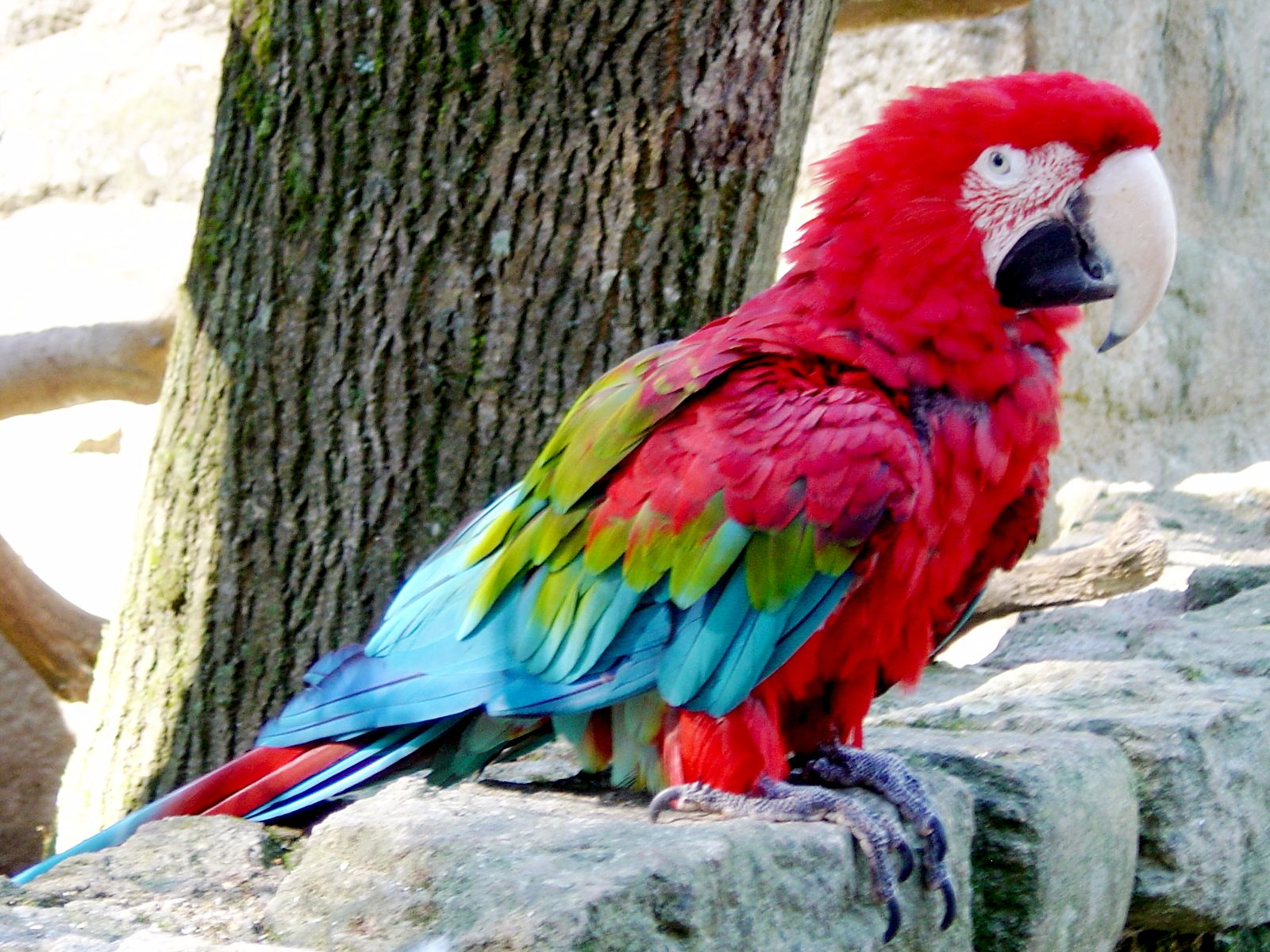
Ara chloroptera à la coloration verte sur les ailes

| 1950  | 1961  | 1971   | 1981   | 1990   | 2002   | 2009   |
| ----- | ----- | ------ | ------ | ------ | ------ | ------ |
| 3 000 | 5 500 | 10 400 | 28 248 | 36 107 | 68 500 | 83 500 |

## Intérêt touristique
Actuellement l'économie est portée par le tourisme aussi bien national qu'international. Le climat est équatorial et la forêt pluviale environnante est l'une des moins explorées et des plus vierges de la planète. De plus on n'est pas loin des Tepuys contenant quelques-uns des microsystèmes les plus récemment découverts et étudiés.
Depuis Puerto Ayacucho, des croisières sont organisées sur l'Orénoque et le canal de Casiquiare situé à seulement deux cents kilomètres plus au sud (cours d'eau naturel qui relie  les deux principaux systèmes fluviaux d'Amérique du Sud, l'Amazone et l'Orénoque).

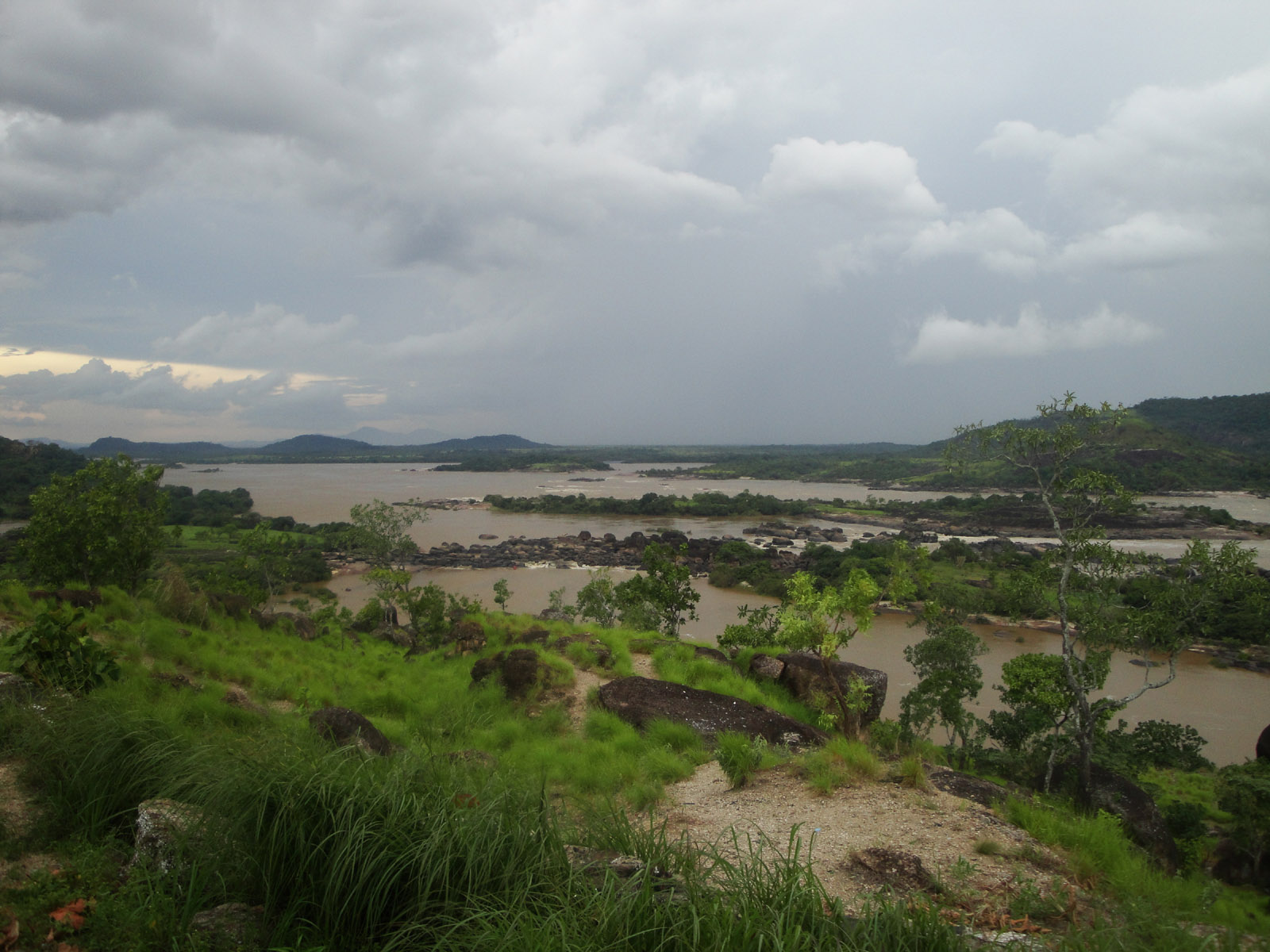
Rio Orinoco

À 90 km à l'est de Puerto Ayacucho se trouve la deuxième plus haute chute d'eau du Venezuela, la chute Yutajé qui tombe de 715 m de hauteur. Tout près se trouve la base touristique de Yutaje avec son propre aéroport dans la jungle.

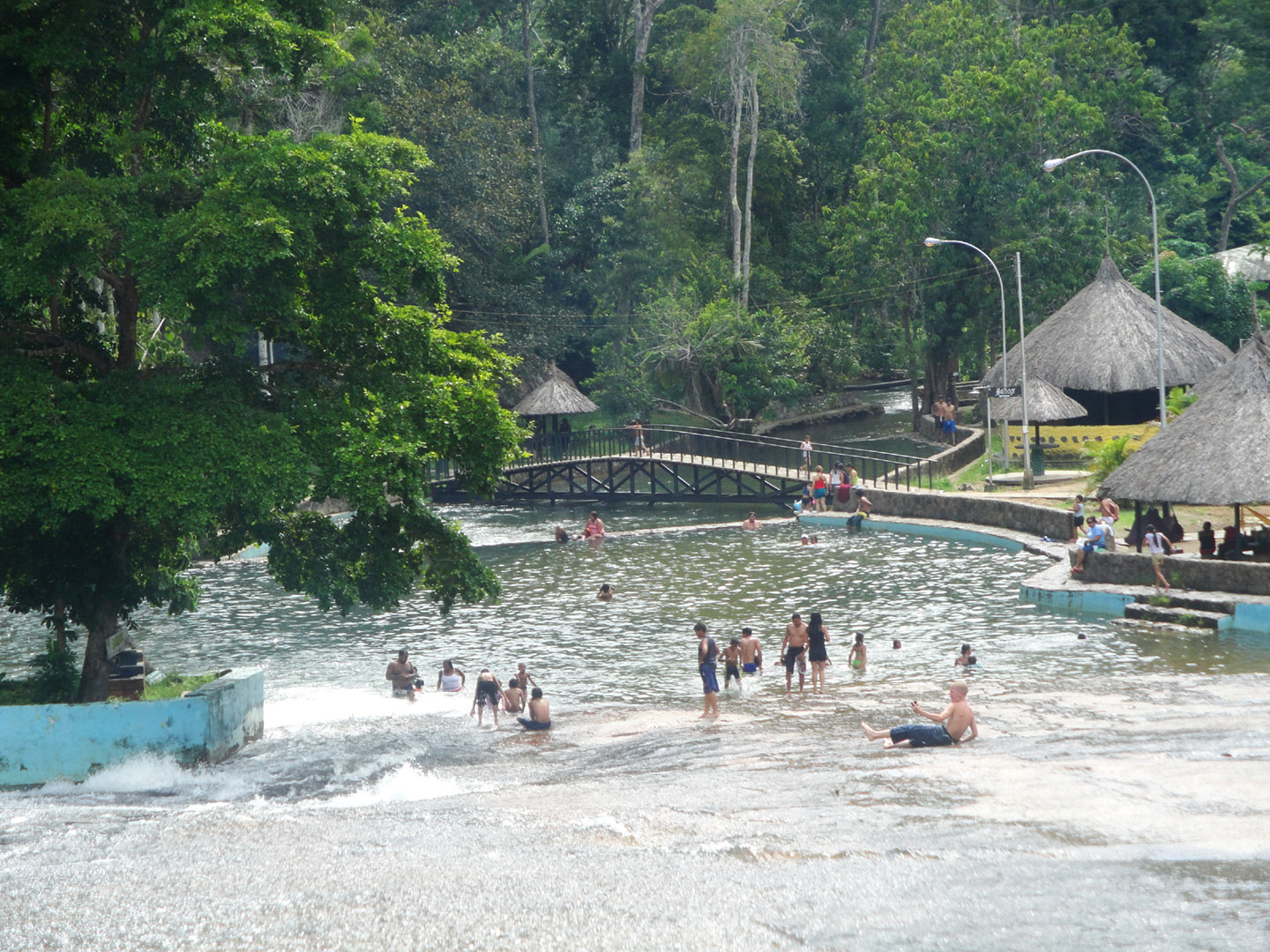
Tobogan de la Selva

Des promenades et excursions en bateau peuvent être organisées, depuis la ville, vers la forêt environnante.
Il faut remarquer l'abondance de la population d'aras, dont l'ara chloroptera. On y trouve aussi des jaguars, des dauphins, de nombreux singes et encore plus d'oiseaux.
Notons en plus :

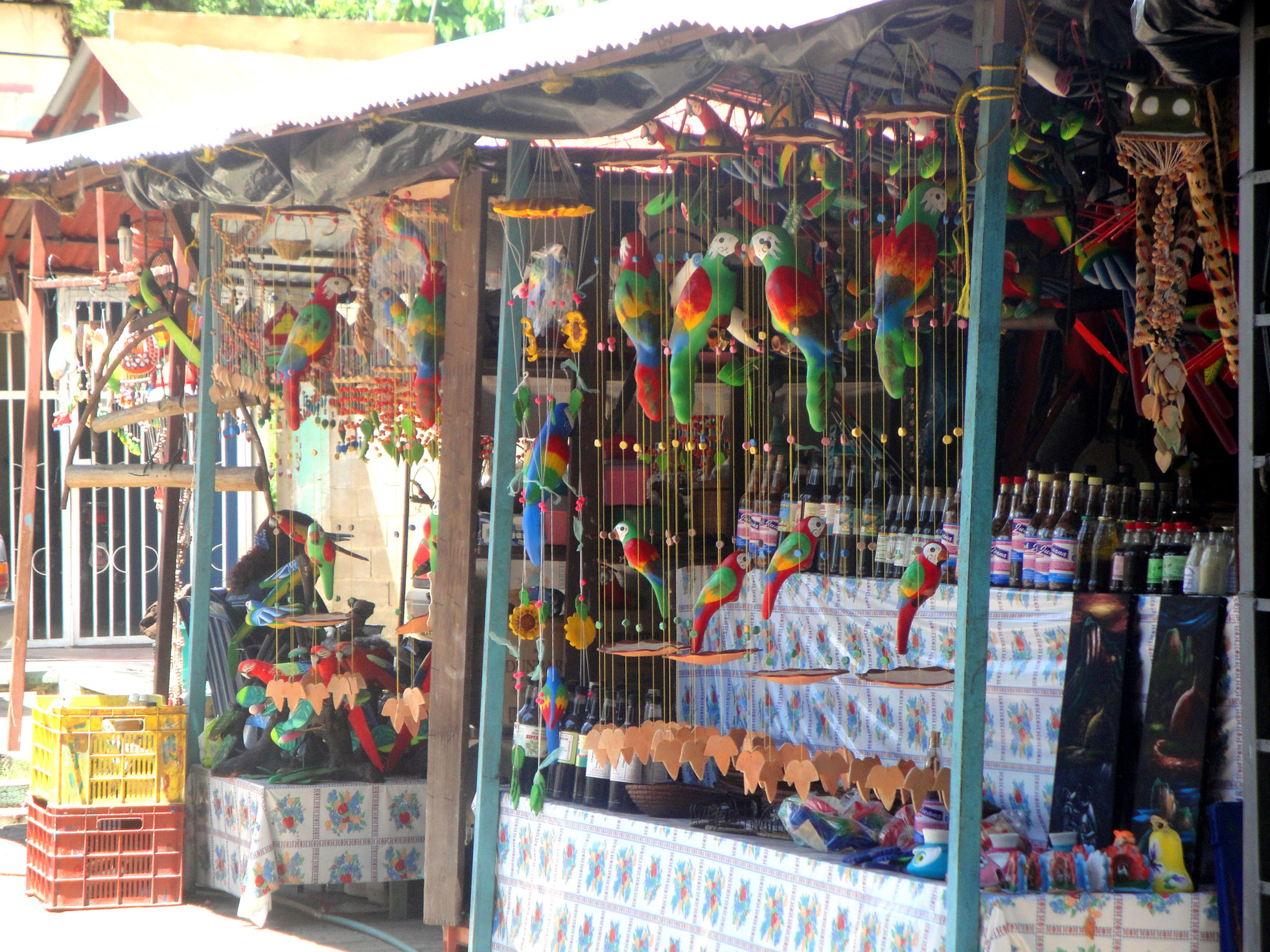
Artisanat d'Amazonie

- de nombreuses stations thermales (Tobogán de la Selva, Culebra, Pozo Azul, Pozo Cristal, Cataniapo, Agua Linda)
- une culture indigène très présente, et l'existence d'un musée ethnologique.

## Aéroport
- Aéroport National de Puerto Ayacucho. Av. Orinoco, Puerto Ayacucho, estado Amazonas, Tel:58 (248) 321-0477.

## Musée Ethnologique
Le musée présente l'histoire de la colonisation de l'État Amazonas (Estado Amazonas), les rencontres entre culture créole et cultures indigènes, et présente les cinq principales ethnies de l'état : Piaroas, Guahiba (Guajibo), Yanomami, Arawaks et Yecuana.
Il se trouve sur la Plaza de los Indios (Place Rómulo Betancourt) ; ouvert du lundi au samedi.